# Медикрим
Конвенция Медикрайм (англ. MEDICRIME Convention, «Конвенция Совета Европы по контрафактной медицинской продукции и аналогичной преступной деятельности, представляющей угрозу для здравоохранения») — международный договор, созданный по инициативе Совета Европы, направленный против фальсификации медицинских изделий и сходных преступлений. Целями конвенции названы (в статье 1) криминализация определенных действий и защита прав жертв преступлений, описанных в конвенции
По состоянию на июль 2016 года конвенция была подписана 24 странами, лишь 7 стран (Албания, Армения, Венгрия, Молдова, Испания, Украина, а также Гвинея) ратифицировали её. Конвенция вступила в силу 1 января 2016 года.
Россия подписала конвенцию в октябре 2011 года, инициативы по ратификации были в 2013 и 2015 годах. 20 марта 2018 Россия ратифицировала конвенцию и 1 июля 2018 года конвенция вступила в силу на территории РФ.